# Julian Hawthorne
Julian Hawthorne (1846-1934) fue un escritor estadounidense, que siguió los pasos de su padre, el famoso novelista Nathaniel Hawthorne, convirtiéndose en un prolífico escritor y periodista. Escribió numerosos poemas, novelas, relatos cortos, historias de misterio, ensayos, guías de viaje, biografías e historias. Como periodista trabajó para la revista Cosmopolitan y para el New York Journal, informando sobre la guerra de Cuba.

## Biografía
Nació el 22 de junio de 1846 en Boston, Massachusetts e ingresó en la Universidad de Harvard en 1863, pero no llegó a graduarse. Estudió ingeniería civil en los Estados Unidos y Alemania, trabajó como ingeniero en el Departamento Portuario de Nueva York a las órdenes del General McLellan (1870-1872). A continuación viajó durante 10 años antes de regresar y publicar la obra inconclusa de padre Dr. Grimshawe's Secret (1883). Mientras se encontraba en Europa escribió varias novelas: Bressant (1873); Idolatry (1874); Garth (1874); Archibald Malmaison (1879); y Sebastian Strome (1880). También escribió una crítica de la novela de su padre La letra escarlata, que fue publicada en The Atlantic Monthly en abril de 1886. A su regreso a los Estados Unidos continuó escribiendo novelas. En 1889 se extendió el rumor de que Julian era uno de los escritores que bajo el seudónimo de Arthur Richmond había escrito varios artículos en el North American Review en el que se lanzaban feroces ataques contra el presidente Grover Cleveland y otros políticos estadounidenses. Julian negó cualquier responsabilidad.
En 1908, William J. Morton (hijo de William T.G. Morton, un pionero en la técnica de la anestesia), un viejo amigo universitario de Hawthorne, le invitó a participar en la promoción de varias compañías mineras recién creadas en Ontario, Canadá. Julian Hawthorne se convirtió en uno de los principales promotores de la venta en bolsa de los valores de estas compañías. Después de sufrir las reclamaciones y denuncias de varios accionistas, tanto Morton como Hawthorne fueron juzgados en Nueva York por fraude postal y condenados en 1913. Hawthorne consiguió vender tres millones y medio de acciones de bolsa de una mina de plata inexistente mientras cumplía un año de prisión en la Penitenciaría Federal de Atlanta.
Después de cumplir su pena, Hawthorne escribió The Subterranean Brotherhood (1914), una obra en la que pedía un fin inmediato a la encarcelación de criminales. Basándose en su propia experiencia, Hawthorne defendía que la prisión era un castigo inhumano y que debería ser sustituida por la reeducación moral. En referencia al delito por el que había sido condenado siempre defendió su inocencia.